# Boris Trajkovski
Boris (Kiril) Trajkovski (makedonsko Борис Трајковски), makedonski politik, * 25. junij 1956, Strumica, Makedonija, † 26. februar 2004, blizu Stolca, Bosna in Hercegovina.